# Москоу (Ајдахо)
Москоу (енгл. Moscow) град је у америчкој савезној држави Ајдахо.

## Демографија
По попису из 2010. године број становника је 23.800, што је 2.509 (11,8%) становника више него 2000. године.
| Група             | 2000.          | 2010.          |
| Белци             | 19.376 (91,0%) | 20.982 (88,2%) |
| Афроамериканци    | 194 (0,9%)     | 271 (1,1%)     |
| Азијати           | 667 (3,1%)     | 729 (3,1%)     |
| Хиспаноамериканци | 525 (2,5%)     | 1.091 (4,6%)   |
| Укупно            | 21.291         | 23.800         |